# Сиэтл Суперсоникс
«Сиэ́тл Суперсо́никс» (англ. Seattle SuperSonics) — профессиональный баскетбольный клуб, выступавший в Национальной баскетбольной ассоциации. Команда была основана в 1967 году. Клуб базировался в городе Сиэтл, штат Вашингтон.
В 2008 году владелец команды Клэй Беннет перевёз команду в Оклахома-Сити. За это он заплатил властям Сиэтла 75 миллионов долларов — 40 миллионов сразу и ещё 35 в течение последующих пяти лет. На данный момент команда называется «Оклахома-Сити Тандер». Название «Суперсоникс», логотип и цвета команды доступны для любой новой команды НБА из Сиэтла. История клуба будет «разделена» между «Оклахома-Сити Тандер» и новой командой из Сиэтла под названием «Суперсоникс» (в случае её появления).

## История
Команда «Сиэтл Суперсоникс» была основана в 1967 году. «Соникс» два раза подряд выходили в финал НБА — в 1978 и в 1979 годах. Оба раза соперником «Сиэтла» становилась команда «Вашингтон Буллетс» (ныне «Уизардс»). В 1978 году «Соникс» проиграли в серии из семи матчей, а в 1979 победили в серии из пяти. После этого команда больше не выигрывала чемпионат, хотя регулярно выходила в плей-офф. Так продолжалось вплоть до драфтов 1989 года, на котором был выбран Шон Кемп и 1990 года, когда в команде появился Гэри Пэйтон. В 1992 году главным тренером стал Джордж Карл и «Соникс» вновь вошли в число претендентов на титул НБА — с 1991 по 1998 годы команда не пропустила ни одного розыгрыша плей-офф.
В сезоне 1995/96 годов «Суперсоникс» установили рекорд клуба по количеству побед за сезон — 64 победы при 18 поражениях (78 % побед), а также в третий раз попали в финал НБА. В решающей серии их ждал клуб с ещё более впечатляющими показателями — «Чикаго Буллз» с Майклом Джорданом во главе, победившие в том сезоне 72 раза при 10 поражениях. «Соникс» проиграли этот финал в серии из шести матчей. После этого сезона команда начала терять своих лидеров и таких высот больше не достигала. Отдельной вспышкой был сезон 2004—2005 годов, в котором «Сиэтлу» удалось выиграть 52 игры благодаря стараниям Рэя Аллена и Рашарда Льюиса, однако уже во втором раунде плей-офф «Соникс» потерпели поражение в серии из шести матчей от «Сан-Антонио Спёрс».
Перед началом сезона 2007—2008 годов, после 5 лет выступлений за «Сиэтл», команду покинул Рэй Аллен. По просьбе Аллена его обменивают в «Бостон Селтикс», где Рэй объединяется с Полом Пирсом и Кевином Гарнеттом в «Большую тройку». На драфте 2007 года были выбраны Кевин Дюрант и Джефф Грин. В сезоне 2007—2008 Сиэтл устанавливает рекорд по количеству поражений — 62 за сезон. Этот чемпионат стал худшим и последним в истории «Сиэтл Суперсоникс».
Всего за 41 год выступлений в НБА «Сиэтл Суперсоникс» одержали 1745 побед и потерпели 1585 поражений (52,4 % побед) в регулярном сезоне, а в играх плей-офф победили 107 раз и проиграли 110 матчей (49,3 % побед). Коллекция трофеев включает в себя три победы в Западной Конференции и одну победу в чемпионате НБА.

## Статистика
За свою историю клуб 1 раз завоёвывал чемпионский титул в 1979 году. «Соникс» 3 раз становились чемпионами конференции и 6 раз чемпионами дивизиона. В плей-офф команда выходила 22 раза.

## Члены Зала славы баскетбола
- Патрик Юинг — центровой, получил известность выступая за «Нью-Йорк Никс». Был обменян в «Соникс» во время сезона 2001 года. Введён в «Зал славы» в 2008 году.
- Деннис Джонсон — под руководством Ленни Уилкенса Джонсон дважды приводил «Соникс» к финалу НБА. В 1978 его клуб уступил в 7 играх, а в 1979 — завоевал чемпионский кубок. Введён в «Зал славы» в 2010 году.
- Кей Си Джонс — после того, как был введён в «Зал славы» в 1989 году, Джонс тренировал «Соникс» и дважды выводил клуб в плей-офф.
- Билл Расселл — 11-кратный чемпион в составе «Бостон Селтикс». Расселл тренировал «Суперсоникс» и вывел команду в плей-офф — впервые с 1973 года. Введён в «Зал славы» в 1975 году.
- Ленни Уилкенс — Играл в клубе на позиции атакующего защитника в течение 4 лет, а позже 3 года был играющим тренером в команде. Как тренер Уилкенс владел двумя рекордами НБА — самое большое количество побед — 1332 и поражений — 1156, однако позже его обошёл Дон Нельсон с 1335 победами. Был введён в «Зал славы» дважды: в 1989 году как игрок и в 1998 году как тренер.
- Гэри Пэйтон — чемпион НБА. Выводил «Сиэтл Суперсоникс» в финал НБА в сезоне 1995/1996 где уступил «Чикаго Буллз».

## Закреплённые номера
|                         |                            |                           |                            |                        |                        |
| Гас Уильямс (1977—1984) | Нейт МакМиллан (1987—1998) | Ленни Уилкенс (1969—1972) | Спенсер Хэйвуд (1971—1975) | Фред Браун (1971—1984) | Джек Сикма (1978—1986) |